# Bodza
Bodza (węg. Bogya) – wieś i gmina (obec) w powiecie Komárno w kraju nitrzańskim na Słowacji, sama wieś pierwszy raz wzmiankowana w 1387 roku.
W 2011 roku wieś zamieszkiwały 372 osoby, około 88% mieszkańców stanowili Węgrzy, 11% Słowacy.